# Чхосан
Чхосан (правопис по системата на Маккюн-Райшауер Ch'osan) е кун (община) на територията на провинция Чаган, Северна Корея. Намира се на границата с Китай. Чхосан включва един град (уп) със същото име и 18 села (ри). Площта на общината е 550 кв. км, гъстотата на населението е 61 души/кв. км. Най-високият връх е Намхетесан (1079 метра).
Климатът е континентален, с горещи лета и студени зими. Най-високата температура, измерена в Северна Корея - 41 градуса по Целзий, е регистрирана на територията на общината през юли 1961 година.
Около 20% от земята е обработваема, което е предпоставка за благоприятно развитие на земеделието. Основната дейност в областта на животновъдството е пчеларството. Обширните гори допринасят за развитието на икономиката чрез дървообработване.
През 1991 година в община Чхосан е открита гробница от комплекса на Когурьо.